# Alfred Schirokauer
JUDr. Alfred Schirokauer (* 13. června 1880 ve Wrocławi – 27. října 1934 ve Vídni
) byl německý právník, spisovatel, scenárista a filmový režisér, který zejména ve 20. letech 20. století proslul především jako autor mnoha historických románů a biografií, řada z nich byla posléze i zfilmována. Mezi jeho nejznámější díla vydaná v češtině patří historický román Hříšná Messalina, který pojednává o římské císařovně Messalině, manželce římského císaře Claudia.
Své vzdělání zahájil v Anglii, pak se vrátil do Německa, kde v Hamburku složil maturitu, poté úspěšně vystudoval práva. Po dokončení požadované právní praxe pracoval nejprve po sedm let jako právník. Během této doby začal literárně tvořit, svůj první román vydal v roce 1904. Mezi jeho životopisná díla patří práce o Ferdinandu Lassallovi, Lordu Byronovi, Napoleonovi či Lucretii Borgii. Od roku 1912 působil i jako filmový scenárista, později i jako filmový režisér, kdy několikrát také spolupracoval s Reinholdem Schünzelem.
Vzhledem k svému židovskému původu byl nucen opustit nacistické Německo a emigrovat nejprve do Nizozemska, později do Rakouska, kde v roce 1934 ve Vídni zemřel.

## Díla vydaná v češtině
- asi 1910 Hříšná Messalina nebo jen Messalina